# Eucheilota maculata
Eucheilota maculata is een hydroïdpoliep uit de familie Lovenellidae. De wetenschappelijke naam van de soort werd in 1894 voor het eerst gepubliceerd door Clemens Hartlaub.